# Robert Fatou
Pour les articles homonymes, voir Fatou (homonymie).
Robert Ernest Henry Marie Fatou, né le 8 mars 1895 à Paris et mort le 13 septembre 1981 à Saint-Servan (Ille-et-Vilaine), est un officier général de la Marine nationale et un écrivain français.

## Biographie

### Origines familiales
Les Fatou sont originaires du Nord : Gravelines, Douai, où ils sont tisserands. Ils deviennent fonctionnaires au château de Versailles et enfin marins, qui s'implantent en Bretagne. 
Jean-Baptiste Ambroise Fatou (1786-1858), bisaïeul de Robert Fatou sera médecin de Marine, son fils cadet Prosper Ernest Fatou (1832-1891) et grand-père de Robert Fatou sera capitaine de frégate, son fils cadet Pierre Fatou (1878-1929) sera mathématicien-astronome. 
Louis Fatou le père de Robert, fils ainé de Prosper Ernest, né à Lorient (1867-1957) également officier de Marine, épouse une provençale, Magdeleine d'Abel de Libran, fille du contre-amiral Henri Gaspard Abel de Libran; il deviendra vice-amiral. 
Leur fils unique Robert voit le jour à Paris le 8 mars 1895, dans l'appartement de ses grands parents maternels, pendant que son père commande un torpilleur à Toulon, avant d'être affecté en 1897 au ministère de la Marine, puis à l'École supérieure de Marine. Robert Fatou passera de nombreuses vacances à Libran près de Lambesc, dans les Bouches-du-Rhône non loin d'Aix-en-Provence chez ses grands parents maternels (famille Abel de Libran).

### Formation
En 1902, Robert Fatou habite Saint-Servan, où son père commande l'Élan et l'École de pilotage, il va à l'école chez les Frères. Il poursuit ses études chez les Maristes à Toulon, où sa famille habite au hasard des affections paternelles. Il est élève au cours Louis de Fontanes rue du Bac dans le 7e arrondissement et aura Henri De Gaulle, père du général, comme professeur d'histoire. Il prépare à Saint-Louis l'École navale. 
À la déclaration de la Première Guerre mondiale en août 1914, n'ayant pas été admis, il s'engage au 2e dragons à Lyon, où son oncle de Libran est chef d'escadron, pendant que son père capitaine de vaisseau commande le cuirassé Vérité aux Dardanelles. Il saisit l'occasion de rallier la Marine au 5e dépôt à Brest et prend un engagement de cinq ans. Il embarque sur le Diderot, puis sur le Voltaire et navigue dans le secteur du Péloponnèse. Il est ensuite transféré sur le Mirabeau à Bizerte. En 1916, il rallie le Pourquoi Pas ? du commandant Charcot où il reçoit une formation de chef de quart et il est affecté en Méditerranée orientale. En 1917, il est reçu à l'École navale de Brest.
Le 5 novembre 1930, il épouse Maïten de Guiroye (1902-1983), petite-fille de l'historien Henry Houssaye, avec qui il aura Bertrand, Henry et une fille Maxime. Affecté en 1931 à la division navale du Levant à Beyrouth, il va y passer, en compagnie de sa femme Maïten, deux années d'inactivité.

### LaSeconde Guerre mondiale, de septembre 1939 à octobre 1943
Il est affecté sur la Jeanne d'Arc aux Antilles de septembre 1939 à novembre 1941. Quelques heures avant la déclaration de guerre, la Jeanne d'Arc, commandée par le capitaine de vaisseau Rouyer, appareille de Brest pour transporter à Fort-de-France le haut-commissaire aux Antilles, le vice-amiral Robert et son état-major. Robert Fatou laisse sa famille à Libran.
En 1942, il est à Bizerte commandant la 1re division de torpilleurs et la Pomone.
Le débarquement allié au Maroc et en Algérie a lieu le 8 novembre 1942. Les Allemands envahissent alors la zone libre en France et la flotte française se saborde le 27 novembre 1942.
Le capitaine de frégate Robert Fatou est démobilisé en Tunisie. Il se présente alors aux forces alliées et est désigné pour commander la Division navale de la Marine au Levant à Beyrouth, commandement qu'il exercera d'octobre 1943 à avril 1946. Promu capitaine de vaisseau, il effectue de nombreuses missions pour le compte des Forces navales du Levant, il fait de nombreuses sorties dans l'archipel sur l'Ajaccienne et participe à l'évacuation de femmes et d'enfants lors de l'insurrection en Syrie.
Rentré en France en 1946, il reçoit le commandement de la Jeanne d'Arc et effectuera une nouvelle campagne dans la Méditerranée et l'Atlantique. Éric Tabarly, après sa sortie de l'École d'Application des enseignes de vaisseau, croisera Robert Fatou alors pacha du croiseur-école Jeanne d'Arc.

### La retraite, carrière littéraire
En octobre 1949, Robert Fatou est admis en deuxième section avec le grade de contre-amiral. Il travaille ensuite pour une société franco-belge comme capitaine d'armement. Puis il s'installe à Paris avec sa famille. Passionné par les vieux gréements, il se rend fréquemment à Dinard où il a un cotre baptisé Le Sauvage. Il effectuera avec ses voiliers, de nombreuses navigations entre Bréhat, l'archipel des Ebihens et l'archipel des Chausey pendant encore longtemps en solitaire, avec sa femme Maïten ou sa famille (ses enfants ou petits-enfants).
Durant cette retraite, Robert Fatou prend la plume pour écrire des livres d'aventure sous le pseudonyme « Le Sauvage ». Les livres qu'il écrira seront publiés pour la collection Jean-François éditée par Gautier-Languereau et Fleurus et le dernier dans la collection « France-Club » (série « Sur les routes du monde »), chez André Bonne.
Il meurt le 13 septembre 1981 à Saint-Servan et est inhumé au cimetière de Dinard.

## Commandements
- Le Chasseur 4 (chasseur de sous-marins) en 1935
- La Suippe (aviso) - nommé par décret du 8 mars 1938[7]
- La Pomone (torpilleur) en 1942
- La Jeanne d'Arc (croiseur-école) en 1946

## Voiliers
- L'Haedik en 1930
- Le Nomade en 1939
- Le Fou en 1946
- Le Sauvage en 1953
- La Confiance en 1965 (Cotre, gréement houari de Carantec)
- L'Amen

## Publications
- Sous le pseudonyme « Le Sauvage » :
  - Aux Éditions Fleurus/Gautier-Languereau[8], collection « Jean-François » :
    - La Diane de Rhodes, illustrations de Pierre Joubert, 1955.
    - Pétronille reprend la route, illustrations de Pierre Joubert, 1959.
    - Aventures aux Caraïbes, illustrations d'Alain d'Orange, 1960.
    - Fantôme à louer, illustrations de Madeleine Prévot, 1962.

  - Aux Éditions André Bonne, collection « France-Club », série « Sur les routes du monde » :
    - Tao, fils du Ciel, illustrations de Michel Gourlier, 1966.
- Aux Éditions France-Empire, traduction de l'anglais :
  - L’Évasion de Chine de la frégate Amethyst, par le C.E Lucas Phillips, 1972.